# Geolycosa aballicola
Geolycosa aballicola là một loài nhện trong họ Lycosidae.
Loài này thuộc chi Geolycosa. Geolycosa aballicola được Embrik Strand miêu tả năm 1906.